# (4331) Hubbard
(4331) Hubbard es un asteroide perteneciente al cinturón de asteroides, descubierto el 18 de abril de 1983 por Norman G. Thomas desde la Estación Anderson Mesa (condado de Coconino, cerca de Flagstaff, Arizona, Estados Unidos).

## Designación y nombre
Designado provisionalmente como 1983 HC. Fue nombrado Hubbard en honor a Ralph "Doc" Hubbard hijo del escritor estadounidense Elbert Hubbard. Ralf fue un reconocido experto de la cultura india americana.

## Características orbitales
Hubbard está situado a una distancia media del Sol de 2,228 ua, pudiendo alejarse hasta 2,687 ua y acercarse hasta 1,768 ua. Su excentricidad es 0,206 y la inclinación orbital 5,718 grados. Emplea 1214 días en completar una órbita alrededor del Sol.

## Características físicas
La magnitud absoluta de Hubbard es 13,3. Tiene 5,911 km de diámetro y su albedo se estima en 0,225.